# Monforte de Lemos
Monforte de Lemos je městečko v Galicii na severozápadě Španělska. Spadá pod provincii Lugo, blíže je však městu Ourense. Žije zde přibližně 19 tisíc obyvatel.
Dominantou města je klášter San Vicente do Pino ze 14. století, dnes hotel. Stojí zde také monumentální klášter Nosa Señora da Antigua z konce 16. století, tzv. „galicijský Escorial“.
V Monforte je velká, avšak nepříliš frekventovaná železniční stanice – úvrať na trati León – Ourense – Vigo s odbočkou do Luga. Prostory částečně využívá jediné galicijské železniční muzeum.